# Podzamcze (Przemyśl)
Podzamcze  – część miasta Przemyśla, położona w zachodniej części miasta, nad Sanem, w rejonie Zamku Kazimierzowskiego w Przemyślu, na południowy zachód od przemyskiej starówki.
Włączone do Przemyśla w XIX wieku. W roku 1900 liczyło 2007 mieszkańców, w tym 943 mężczyzn i 1064 kobiet.
Z Podzamcza wywodzi się zespół uliczny „Podzamcze” Przemyśl – piłka nożna (uczestnik centralnych rozgrywek Pucharu Polski w 1951 roku).